# NGC 6196
NGC 6196 (również IC 4615, PGC 58644 lub UGC 10482) – galaktyka eliptyczna (E-S0), znajdująca się w gwiazdozbiorze Herkulesa. Odkrył ją Albert Marth 9 lipca 1864 roku.